# 쭈옹손문착
쭈옹손문착(Truong Son muntjac, Muntiacus truongsonensis)은 문착의 일종이다. 약 15kg 정도로 문착 중에서 가장 작다.(인도문착의 절반 정도 크기이다.) 1997년에 베트남의 쭈옹손 산악 지대에서 발견되었다. 두개골에 대한 조사와 마을 주민으로부터의 설명을 통해 신종으로 인정되었다. 해발 고도 400~1000m 높이에서 서식하며, 작은 몸때문에 울창한 덤불 속을 쉽게 이동할 수 있다.